# Vodna pipa
Vodna pipa ali bolje znana kot šiša je eden izmed instrumentov za kajenje tobaka. Prvi zapisi o kajenju šiše segajo že v 16.stoletje in sicer v Indijo. Je prepoznaven znak Arabskih držav,kjer jih ponujajo praktično v vsakem baru in se predvsem moški zbirajo in družijo ob sproščujočem kajenju; v zadnjem obdobju pa se je uporaba šiš močno razširila tudi drugod po svetu.
Na grobo je šiša sestavljena iz treh delov: skodelice (ang. bowl), lahko ji dodamo tudi ščitnik (windguard), ki preprečuje motenje vetra, osrednjega dela, vaze z vodo in cevi (lahko več), skozi katero vdihujemo dim, ki se skozi mrzlo vodo filtrira in ohladi.
Priprava: v skodelico (bowl) namestimo tobak primeren le za šiše in jo pokrijemo z naluknjano alufolijo zato da zmanjšamo inhaliranje oglenega pepela in preprečimo neposredno žganje tobaka, v vazo pa nalijemo odmerjeno količino vode. S pomočjo prijemalk prižgemo oglje, ki ga položimo na folijo in vse je nared za sprostitev.
Delovanje: Ko oseba vdihne skozi cev, je zrak potegnjen skozi oglje v skodelico s tobakom. Vroč zrak, ki ga segreje oglje, tobak uplinja (ne zgoreva) in tako proizvaja dim, ki potuje skozi osrednji del šiše do vaze z vodo. V stiku z vodo se ohladi in napolni zgornji del vaze, kjer je pritrjena cev. Ko kadilec inhalira dim skozi cev, dim potuje do pljuč medtem ko razlika v pritisku v vazi ponovno potegne zrak skozi oglje in postopek se ciklično nadaljuje.